# Hattrick
Hattrick es un juego de navegador gratuito, perteneciente a la compañía ExtraLives AB, creado en Suecia por Björn Holmér, el 30 de agosto de 1997. Se trata de un juego en el que el jugador administra su propio club de fútbol. Actualmente compuesto por 156 ligas nacionales, traducido a 53 idiomas y con aproximadamente 250.000 entrenadores  (también conocidos como mánager) de todo el mundo combina la gestión económica, la estrategia deportiva y la diversión que proporciona la comunidad mundial de mánagers creada alrededor, con sus conferencias y federaciones. 
El juego contiene 150 países diferentes más el Hattrick Internacional y Hattrick Homegrown League (ambos sólo para los HT-Supporters de pago), cada uno con su propia pirámide de ligas, y 53 versiones en diferentes idiomas. Desde el 8 de octubre de 2022, la comunidad del juego cuenta con 201.895 usuarios en todo el mundo, cada uno con su propio equipo. La cifra alcanzó su máximo en febrero de 2009, con casi un millón de usuarios. Hattrick ha organizado 90 temporadas a partir de enero de 2025, cada una de las cuales dura cuatro meses.
Según los proveedores externos de análisis web Alexa Internet y SimilarWeb, Hattrick ocupó el puesto 360.º y 584.º sitio web más popular en Italia, respectivamente, en julio de 2015. SimilarWeb clasifica el sitio como el sitio web de deportes virtuales más visitado en todo el mundo, atrayendo a casi 4,6 millones de visitantes por mes. Hattrick se encuentra en constante estado de desarrollo y perfeccionamiento; los desarrolladores agregan nuevas características y hacen ciertos ajustes cada temporada. Se ha convirtido en el primer juego en línea del mundo traducido al idioma friulano, común en el noreste de Italia, en la región histórica de Friuli.

## Historia
Fue desarrollado por el sueco Björn Holmér y lleva funcionando desde el 30 de agosto de 1997. Originalmente se concibió como un "pequeño" juego en línea para amigos que no podían quedar regularmente para jugar. En aquel momento, 16 jugadores suecos jugaban entre sí. 
A principios de 2000, se fundó la empresa de desarrollo de juegos Hattrick Extralives; en mayo de 2001, la empresa presentó Hattrick Supporter, un servicio prémium que sería la principal fuente de ingresos de la empresa; en febrero de 2008, Hattrick lanzó un juego de mesa llamado Match of the Season. En 2011, Hattrick fue elegido el juego de simulación más favorito de 2011.
Hattrick está operado por la empresa sueca Spelkultur, que ofrece el juego de forma gratuita después de que el operador original Extralives AB cesara sus operaciones en 2011. A cambio de una cuota (a partir de 3,33 euros por un mes), los interesados pueden adquirir la llamada "Supportership", que se ofrece en cuatro niveles y pretende aumentar la diversión del juego con funciones ampliadas, pero no ofrece ninguna ventaja directa sobre los no "Supporters". Además, pueden adquirirse los llamados "créditos", que pueden canjearse por notificaciones por SMS o funciones adicionales más pequeñas, como la distribución de apodos para los jugadores.
El juego es gratuito, aunque existe un servicio de aficionado prémium opcional que proporciona funciones adicionales, así como un servicio para móviles, ambos disponibles mediante compra en el juego. Como en cualquier juego de mánager, el jugador debe asignar posiciones a los jugadores y elegir entre varias opciones tácticas y estratégicas. Según los proveedores de análisis web Alexa y SimilarWeb, Hattrick es el 360º y 584º sitio web más visitado de Italia, respectivamente. SimilarWeb clasifica el sitio como el más visitado de deportes de fantasía a nivel mundial, atrayendo a casi 4,6 millones de visitantes al mes.

## Desarrollo
En abril de 2012, Hattrick Holdings fue adquirida por Zattikka, un desarrollador de juegos casuales con sede en el Reino Unido, como parte de su estrategia para adquirir juegos en línea establecidos pero "infraexplotados". Como preparación para la venta a Zattikka, los desarrolladores declararon que no mejorarían las características principales del juego en un futuro próximo (por ejemplo, posponiendo el anunciado nuevo sistema de personal), sino que se centrarían en mejorar la experiencia de los nuevos jugadores que se incorporaran al juego, así como en atraer a nuevos miembros y añadir cosas, como los engranajes Hattrick, por las que los usuarios pudieran pagar. La filosofía de no poder pagar por el éxito sigue en pie. En agosto de 2013, el antiguo grupo propietario de Hattrick (que incluye a HT-Johan y HT-Daniel) llegó a un acuerdo con Zattikka para recomprar el juego.

## Recepción
Hattrick ya ha sido jugado activamente por más de un millón de usuarios, entre ellos Giorgio Chiellini. En su 25º aniversario, FM1Today elogió el "milagro online" Hattrick por su "humor inimitable" y su "encanto único".
Los jugadores desarrollaron sus propios programas para ayudarles con las alineaciones y la planificación de los entrenamientos.
Con motivo del Mundial de 2006, Hattrick.org organizó la mayor encuesta en línea realizada hasta la fecha sobre el tema del fútbol (en junio de 2006). Participaron 196.000 miembros de Hattrick en todo el mundo.
En la comunidad germanófona se organizan reuniones periódicas de jugadores. Van desde pequeñas reuniones regionales hasta eventos de varios días de duración. Estos encuentros suprarregionales se han celebrado a veces anualmente, y el último tendrá lugar en Karlsruhe-Daxlanden en julio de 2019.
El juego de mesa Match of the Season, basado en Hattrick, se presentó, entre otros, en las Jornadas Internacionales del Juego de Essen de 2009.
Hattrick ha sido estudiado académicamente, por ejemplo, en un estudio de caso de la Universidad de Helsinki sobre si los juegos de simulación en línea, como Hattrick, podrían utilizarse como modelo de negocio para las empresas de apuestas y juegos de azar en línea. La conclusión fue: "Las apuestas en línea sobre eventos deportivos simulados son una propuesta muy interesante con buenas perspectivas de futuro; sin embargo, se necesitan más investigaciones y proyectos piloto antes de poder dar una respuesta concluyente sobre el valor real futuro de tales servicios".
También se ha utilizado como base para un artículo académico de la Universidad de Lund, "Time Extraction from Real-time Generated Football Reports", presentado en la Conferencia Nórdica de Lingüística Computacional de Tartu (Estonia) en 2007.

### Crítica
Algunos aspectos del juego son criticados por los directivos. Uno de ellos es la gestión de las críticas en el juego, que a menudo se suprimen de plano. Otro tema es la protección de datos. En respuesta a un artículo de Netzeitung, en el que se criticaba a los operadores del juego por su laxitud en el tratamiento de los datos personales de los jugadores, incluidas infracciones de la ley, los operadores anunciaron mejoras en la protección de datos con efecto inmediato. Se ha impedido el acceso de los GM a los mensajes privados y a las contraseñas guardadas.